# Vlijmen
Vlijmen è una località e un'ex-municipalità dei Paesi Bassi situata nella provincia del Brabante Settentrionale. Soppressa il 1º gennaio 1997, il suo territorio, è stato incorporato, insieme a quello della ex-municipalità di Drunen, in quello della municipalità di Heusden.